# New Faces
«New Faces»—en español: «Nuevas caras»—es una canción de la banda británica de rock The Rolling Stones, incluida como pista número 5 de su álbum Voodoo Lounge de 1994.
La canción esta acreditada al cantante Mick Jagger y el guitarrista Keith Richards. Jagger comentó sobre la composición: "Escribí la canción en la guitarra. En realidad, es la canción más antigua del álbum, para mí de todos modos. Yo solo la tocaba en casa; la tuve por un par de años, en realidad. Intenté escribirla un poco más complicada, y al final la hice más sencilla, la simplifiqué".
La canción fue grabada en los Sandymount Studios de Ron Wood en St. Kildare, Irlanda; en Windmill Lane Recording de Dublín, Irlanda; y en A&M Recording Studios, Los Ángeles, Estados Unidos. Las sesiones tuvieron lugar entre los meses de julio y agosto, noviembre y diciembre de 1993.

## Personal
Acreditados:
- Mick Jagger: voz, guitarra acústica.
- Keith Richards: guitarra acústica, coros.
- Charlie Watts: pandereta.
- Darryl Jones: bajo.
- Chuck Leavell: armonio, clavecín.
- Frankie Gavin: flauta irlandesa.
- Luis Jardim: sacudidor.